# Véhicule Blindé Léger
El Panhard VBL es un vehículo de exploración y reconocimiento blindado de cuatro ruedas, dotado de blindaje ligero de 11,5 mm. Dicho blindaje le da protección adecuada contra esquirlas de artillería, granadas, minas antipersona y disparos de armas ligeras de hasta 7,62 mm. El blindado es fabricado por la empresa Panhard a partir de los años ochenta. Hay múltiples versiones con variado armamento, desde una ametralladora de 7,62 mm hasta misiles Mistral, MILAN y TOW. Está en servicio en los ejércitos francés, portugués y griego y en el de otras 12 naciones no europeas. México fue el primer comprador de dicho vehículo con la adquisición en 1980 de 40 ejemplares. VBL son las siglas de Vehículo Blindado Ligero (en francés: Véhicule Blindé Léger) el vehículo también es conocido como M-11 Ultra.

## Operadores
- Francia: 1634 VBL en uso
- Camboya: 5 unidades.
- Catar: 16 vehículos.
- Gabón: 12 vehículos.
- Grecia: 243 vehículos.
- Indonesia: 18 vehículos.
- Kuwait: 20 unidades.
- México: 40 vehículos en servicio, todos con sistemas antitanque MILAN.[1]
- Níger: 7 vehículos.
- Nigeria: 72 unidades
- Omán: 51 vehículos.
- Portugal: 18 unidades en uso.
- Ruanda: 2 unidades.
- Togo: 2 vehículos.
- Yibuti: 7 vehículos.